# Ballater
Ballater är en ort i Storbritannien.   Den ligger i kommunen Aberdeenshire och riksdelen Skottland, i den norra delen av landet, 600 km norr om huvudstaden London. Ballater ligger 201 meter över havet och antalet invånare är 1 466.
Terrängen runt Ballater är huvudsakligen kuperad. Ballater ligger nere i en dal. Runt Ballater är det mycket glesbefolkat, med 5 invånare per kvadratkilometer. Närmaste större samhälle är Aboyne, 15,8 km öster om Ballater. I omgivningarna runt Ballater växer i huvudsak blandskog.